# Palatul Sporturilor din Antwerpen
Palatul Sporturilor din Antwerpen (în neerlandeză Antwerpse Sportpaleis), denumit și Sportpaleis Antwerpen, Sportpaleis Merksem sau simplu, Sportpaleis, este o clădire din orașul belgian Antwerpen. Situat în districtul Merksem, la granița administrativă cu districtul Deurne, în imediata vecinătate a inelului R1, Palatul Sporturilor este o sală multifuncțională unde se organizează concerte, evenimente sportive, festivaluri și concursuri. Arena a fost inițial construită pentru sport, în special ciclism în sală, dar puține competiții sportive se mai desfășoară aici, una din excepții fiind turneul de tenis Diamond Games. Palatul Sporturilor se află în proximitatea unei alte săli multifuncționale din oraș, Lotto Arena.
Conform Billboard Magazine, Palatul Sporturilor este a doua cea mai vizitată sală de spectacole din lume, devansată doar de Madison Square Garden. Sportpaleis este cunoscut pentru evenimentele care au în centru artiști de limbă neerlandeză și artiști internaționali. Printre altele, găzduiește festivalul Nekka-Nacht, turneul de tenis feminin Proximus Diamond Games și Pop Poll De Luxe, organizat de revista HUMO.

## Date tehnice
Clădirea principală are 132 de metri lungime, 88 de metri lățime, iar suprafața acoperișului este de 11.600 m². Sub tribune se află un velodrom din parchet, lung de 250 de metri și lat de 8. Arena este de formă eliptică și are două niveluri. Publicului îi este asigurată o vizibilitate bună atât din tribunele superioare, cât și de la parter. În funcție de tipul de eveniment găzduit pot fi realizate mai multe configurații ale sălii.
Sala a avut inițial 13.400 de locuri și o capacitate suplimentară în mijloc de 1.780 de locuri pe scaune sau până la 5.000 de locuri în picioare. Astfel, capacitatea maximă a arenei ajungea la 18.400 de locuri. În verile anilor 2011, 2012 și 2013 au fost efectuate modernizări succesive care au făcut ca sala să nu mai poată fi folosită drept velodrom. Panta tribunelor a fost redusă, culoarele de circulație înspre și dinspre tribune și zona locurilor în picioare au fost îmbunătățite, iar la exterior au fost adăugate scări pentru ieșirea în caz de urgență. Capacitatea sălii a fost treptat extinsă de la cele 18.400 de locuri inițiale (în iunie 2011) la 19.151 (în septembrie 2011), apoi la 20.702 (în septembrie 2012) și, în final, la 23.359 (în septembrie 2013). Costul total al modificărilor a fost estimat la 20 de milioane de euro.

## Istoric
În jurul anului 1930, multă lume își dorea construirea unui velodrom acoperit în orașul Antwerpen. Se spera că acesta va fi cea mai mare pistă ciclistă acoperită din Europa. Construcția ei a început pe 11 ianuarie 1932. Planurile pentru Sportpaleis fuseseră trasate: va fi o construcție lungă de 132 m, lată de 88 m și fără stâlpi interiori de susținere. Aceasta era o premieră în termeni arhitecturali. Execuția a durat exact 21 de luni: Sportpaleis a fost inaugurat pe 11 septembrie 1933. La inaugurare, clădirea a fost considerată o construcție de excepție. Audiența a continuat să crească an de an.
În timpul celui de-Al Doilea Război Mondial, rachetele germane V-1 și V-2 au cauzat mari distrugeri în Antwerpen. În timpul eliberării orașului, Palatul Sporturilor a devenit o țintă atunci când trupele canadiene au încercat să dizloce forțele germane care se apărau de-a lungul Canalului Albert. O bombă a căzut pe clădire, dar nu a explodat, însă aceasta a suferit de la impactul cu peste 220 de grenade și obuze, plus nenumărate șrapneluri și gloanțe. Pista de ciclism a devenit nefolosibilă, iar imaginea sălii după război era dezolantă. S-au efectuat reparații importante, iar Palatul Sporturilor a fost repus în funcțiune.
Pe 29 septembrie 1956, campionul mondial la ciclism în sală Stan Ockers a căzut în mod tragic de pe pista înclinată, în timpul celui de-al 116-lea concurs ciclist găzduit de arenă. Două zile mai târziu el a decedat.
Pe 19 noiembrie 1988, artistul Roy Orbison a cântat în fața publicului din Palatul Sporturilor pentru prima și singura dată piesa care i-a adus faimă, You got it.
Janet Jackson trebuia să susțină un concert la Sportpaleis, pe 29 noiembrie 2001, în cadrul All for You Tour, dar acesta a fost anulat împreună cu restul turneului ei european în urma atentatelor din 11 septembrie. Anulat a fost și turneul european al artistei din 2015, Unbreakable World Tour, din cauza unor conflicte în program.
Cântăreața americană R&B Beyoncé a susținut un spectacol la Palatul Sporturilor pe 19 mai 2007, ca parte a turneului The Beyoncé Experience Tour. În 2009, Beyoncé a confirmat ca se va întoarce în Antwerpen pe 7 mai 2009, în cadrul turneului I Am... Tour. Biletele pentru cele două concerte consecutive din 14 și 15 mai 2013 (33.000 locuri fiecare), parte a The Mrs. Carter Show World Tour, s-au vândut în mai puțin de o oră, un nou record pentru sală. Primul concert, pe 14 mai 2013, a fost anulat cu doar trei ore înainte și reprogramat pe 31 mai 2013. Beyoncé și-a depășit propriul record în 2014, când a vândut 40.000 de bilete în mai puțin de o oră pentru două concerte susținute în Palatul Sporturilor.
Între 14-27 mai 2012, în Palatul Sporturilor era prevăzut a se desfășura Campionatul European de Natație. Din cauza unor probleme financiare, Federația Europeană de Natație a fost nevoită să mute competiția la Debrecen.
Trupa olandeză de symphonic metal Within Temptation și-a celebrat a 15-a aniversare la Palatul Sporturilor, cu un concert deosebit intitulat „Elements”. Formația a fost acompaniată de renumita Il Novecentro Orchestra și de câțiva invitați speciali. Concertul, care a avut loc pe 13 noiembrie 2012, a fost sold out.
Campionatul Mondial de Gimnastică Artistică din 2013 s-a desfășurat în Palatul Sporturilor, în perioada 30 septembrie–6 octombrie 2013.
Pe 31 ianuarie 2015, Antwerp Giants au depășit recordul de audiență pentru un meci de baschet în Belgia. 17.135 de spectatori au fost prezenți la partida din Liga Belgiană de Baschet în care echipa locală a învins pe Spirou Charleroi cu scorul de 88–83.
În mai 2019, Final Four-ul Ligii Campionilor la baschet a fost găzduit la Sportpaleis, Antwerp Giants fiind una dintre echipele participante.

## Activități
De-a lungul vremii, în Palatul Sporturilor din Antwerpen au cântat următorii artiști:
| - 2 Unlimited - AC/DC - Alex Agnew - Alice Cooper - Alicia Keys - Anastacia - André Rieu - Anouk - Axelle Red - Belle Pérez - Beyoncé - Bob Dylan - Bon Jovi - Boy George - Britney Spears - Bruce Springsteen - Bryan Adams - Céline Dion - Charlie Siem - Clouseau - Coldplay - Deep Purple - De Kreuners - Depeche Mode - Dimitri Vegas & Like Mike | - Eagles - Eddie Izzard - Eddy Wally - Editors - Ellie Goulding - Eric Clapton - Faithless - Fleetwood Mac - Gotye - Green Day - Guns N' Roses - Gwen Stefani - Harlem Globetrotters - Holiday on Ice - Hooverphonic - Il Divo - Jay-Z - Jean Michel Jarre - Jennifer Lopez - John Fogerty - Jonas Brothers - Justin Bieber - K3 - Kings of Leon - Kylie Minogue | - Lady Gaga - Lenny Kravitz - Leonard Cohen - Lionel Richie - Marco Borsato - Mark Knopfler - Massive Attack - Metallica - Michael Bublé - Mika - Miley Cyrus - Milk Inc. - M-Kids - Monster Jam - Mumford & Sons - Muse - Natalia - Neil Diamond - One Direction - Ozzy Osbourne - Paul McCartney - P!nk - Pink Floyd - Placebo - Prince - Queens Of The Stone Age | - Rage Against The Machine - Rammstein - Rihanna - Roy Orbison - Sade - Santana - Scorpions - Shakira - Simply Red - Sting - Supertramp - Swedish House Mafia - The Black Eyed Peas - The Rolling Stones - Tiësto - Tina Turner - Premiile TMF - Tool - Top Gear Live - U2 - Urbanus - Usher - Festivalul Muzical Flamand - Whitney Houston - Within Temptation |

## Audiență
Conform revistei muzicale americane Billboard, în perioada noiembrie 2007-noiembrie 2008, Palatul Sporturilor din Antwerpen a fost a doua cea mai vizitată sală de spectacole din lume, primind vizita a 1.239.436 de persoane. În aceeași perioadă doar Madison Square Garden din New York a avut mai mulți vizitatori.

## Accesibilitate
Palatul Sporturilor este accesibil din subteran de la stația de premetrou Sport, deservită de tramvaiele liniilor 2, 3 și 6. În stațiile de tramvai de suprafață opresc garniturile liniilor 5 și 12.
Palatul Sporturilor se află în vecinătatea ieșirii spre Deurne a centurii Antwerpenului. În timpul spectacolelor, capacitatea de parcare este insuficientă, ceea ce cauzează probleme de parcare în vecinătate și ambuteiaje pe centura orașului.